# Carolina del Olmo
Carolina del Olmo (Madrid, 1974) es una filósofa y escritora española.

## Biografía
Carolina del Olmo nació en Madrid en 1974. Se licenció en Filosofía por la Universidad Complutense de Madrid. Es directora de publicaciones del Círculo de Bellas Artes de Madrid y de la revista Minerva.
Ha sido traductora y ha publicado diversos ensayos sobre cuestiones relacionadas con los estudios urbanos y la crítica cultural como Spain is different?: turismo, indignidad y conflicto de intereses, Poco pan y mucho circo: el papel de los "macroeventos" en la ciudad capitalista o El gulag participativo.
Colaboró también con La participación imposible: de la tiranía del plan a la dictadura de la flexibilidad en la obra colectiva de Teresa Arenillas Parra titulada Ecología y ciudad: raíces de nuestros males y modos de tratarlos. Tras el nacimiento de su primer hijo, sus trabajos, conferencias y publicaciones se especializaron en la sociología de la maternidad y la crianza. 
En 2013 publicó ¿Donde está mi tribu?: Maternidad y crianza en una sociedad individualista, donde aborda las cuestiones "¿dónde está nuestra tribu? ¿cómo y cuándo nos hemos quedado tan solos? Reflexiones, dice la autora, (más o menos serias) sobre maternidad y crianza que pretenden ir más allá del claustrofóbico mundo de la pareja madre-hijo".

## Obra
- ¿Donde está mi tribu?: Maternidad y crianza en una sociedad individualista, 2013.[6]